# Mono-Label-Store
Ein Mono-Label-Store ist ein Einzelhandelsgeschäft, das nur Waren einer Marke bzw. eines Herstellers verkauft.